# 洪保德峰
洪保德峰（Pico Humboldt）是委内瑞拉的第二高峰，海拔4,940米。洪保德峰位于梅里达内华达山脉，有一个遥相呼应的邦普朗峰。山峰名称来自德国探险家和自然主义者亚历山大·冯·洪堡。

## 冰川
邦普朗峰被东科罗莫托冰川和西弗斯冰川所包围，这两个冰川是委内瑞拉存留下来的5个冰川中的两个（另外三个在玻利瓦尔峰）。